# John Stephen Cummins
John Stephen Cummins (* 3. März 1928 in Oakland, Kalifornien; † 3. Dezember 2024 ebenda) war ein US-amerikanischer römisch-katholischer Geistlicher und Bischof von Oakland.

## Leben
John Stephen Cummins, Sohn irischer Einwanderer, empfing am 24. Januar 1953 die Priesterweihe für das Erzbistum San Francisco. Ab 1962 leitete er die Kanzlei des neuerrichteten Bistums Oakland. Im Februar 1971 wurde er zum Exekutivdirektor der regionalen Bischofskonferenz von Kalifornien ernannt.
Papst Paul VI. ernannte ihn am 26. Februar 1974 zum Weihbischof in Sacramento und Titularbischof in Lambaesis. Der Bischof von Sacramento, Alden John Bell, spendete ihm am 16. Mai desselben Jahres die Bischofsweihe; Mitkonsekratoren waren Floyd Lawrence Begin, Bischof von Oakland, und Hugh Aloysius Donohoe, Bischof von Fresno. Am 3. Mai 1977 wurde er von Paul VI. zum Bischof von Oakland ernannt und am 30. Juni desselben Jahres in das Amt eingeführt. Von 1988 bis 1997 war Cummins Präsident der Bischofskonferenz von Kalifornien. 
Am 1. Oktober 2003 nahm Papst Johannes Paul II. sein altersbedingtes Rücktrittsgesuch an.